# Octave Hamelin
Octave Hamelin (Le Lion-d'Angers, 22 luglio 1856 – Landes, 11 settembre 1907) è stato un filosofo francese.

## Biografia e pensiero
Discepolo del fenomenista Charles Renouvier, fu professore alla Sorbona.
Muovendo dalla gnoseologia kantiana del suo maestro, ne diede un'interpretazione vicina a quella degli idealisti: egli identifica la rappresentazione con la realtà, e accetta il metodo dialettico fondato però non sulla contraddizione, ma sulla correlazione.
Pur richiamandosi a Hegel, pertanto, egli rivolge i propri interessi non tanto all'autocoscienza dell'Assoluto, bensì a questioni di natura etica incentrate sul «pieno e intero dispiegamento della persona umana».
Attraverso questo suo processo del pensiero, detto idealismo sintetico, connotato dalla triade tesi-antitesi-sintesi, egli perviene alla deduzione di undici categorie progressivamente meno astratte, di cui la più concreta è quella di personalità, che Hamelin concepisce come un'unità sistematica avente in sé tutte le condizioni della propria attività e indipendenza.
Sulla base di tali conclusioni personalistiche, egli afferma infine come «ipotesi ragionevole» il teismo, cioè la concezione di una personalità infinita quale centro di unione delle persone finite.
Hamelin è autore di studi storici, pubblicati postumi, su Cartesio, Aristotele, Renouvier, e di un'opera sistematica, il Saggio sugli elementi principali della rappresentazione (1907).